# Bauhinia venustula
Bauhinia venustula är en ärtväxtart som beskrevs av T. Chen. Bauhinia venustula ingår i släktet Bauhinia och familjen ärtväxter. Inga underarter finns listade i Catalogue of Life.